# 康僧铠
康僧铠， （梵文：सँघवर्मन् IAST：Saṃghavarman） 又称僧伽跋摩。鎧，即varman，又譯跋摩。三国曹魏时期佛教僧人。在曹魏嘉平末年至洛阳，译出《郁伽长者經》等四部佛經。
著名的淨土宗經典無量壽經中開頭寫為「曹魏天竺三藏康僧鎧譯」。《開元釋教錄》載為康僧鎧譯於洛陽白馬寺，曹魏嘉平四年，簡稱魏譯。《出三藏記集》記載西晉竺法護譯「無量壽經二卷」、佛陀跋陀羅與寶雲於劉宋永初二年共譯「新無量壽經二卷」。釋德安據其語言學研究，考訂現存本《無量壽經》是竺法護所譯出。